# Maheshpur
Maheshpur è un sottodistretto (upazila) del Bangladesh situato nel distretto di Jhenaidah, divisione di Khulna. Si estende su una superficie di 419,53 km² e conta una popolazione di 332.514 abitanti (dato censimento 2011).